# Spidercam

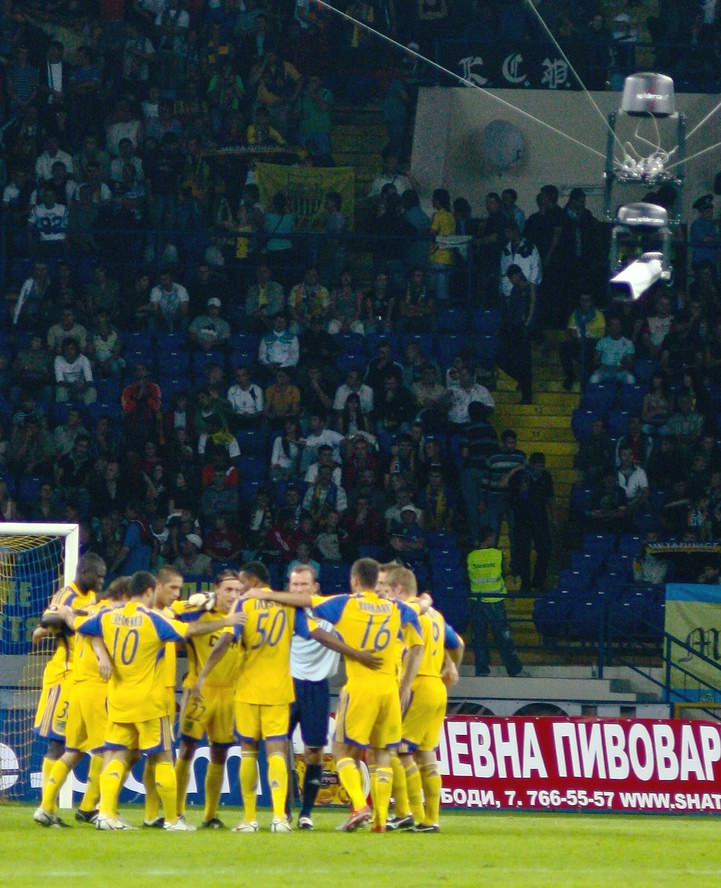
La Spidercam, en la parte superior derecha de la imagen, en el previo de un partido de fútbol.

El Spidercam es un sistema de alambres utilizado para cámaras de cine y televisión que permite un movimiento fluido por el aire. Se suele utilizar en la cobertura televisiva de eventos deportivos.
El sistema consta de cuatro cables motorizados que permiten controlar toda la superficie ofreciendo  imágenes desde perspectivas inalcanzables por otros sistemas de cámara.
Una Spidercam puede realizar una panorámica de 360 grados, y además cuenta con función de Zoom y estabilizadores de imagen. Nunca desciende más de los 10 metros, y en caso de tiros a portería puede ser elevada a la altura del estadio. 

## Historia
El sistema Spidercam fue desarrollado por Jens C. Peters, fundador de CCSystems Inc.. En el año 2000 creó esta misma compañía con el objetivo específico de crear un sistema de suspensión para cámaras basado en cables y que fuese completamente funcional. Éste sería capaz de mover la cámara, no sólo lateral u horizontalmente, sino también verticalmente, ofreciendo un movimiento tridimensional completo.
La primera prueba exitosa del sistema de Spidercam tuvo lugar en un gran salón de actos en Cartínia, Austria, en 2003. En el año 2005 el sistema fue utilizado por primera vez en una producción televisiva, también en Austria. Para mejorar y aplicar ciertas modificaciones a su sistema de Spidercam, durante ese mismo año Jens C. Peters trabaja con la compañía alemana PMT Professional Motion Technology GmbH, especializada en tecnología de cámaras fotográficas. Finalmente, consigue que salga al mercado.
El sistema Spidercam se utilizó en grandes eventos en vivo, por ejemplo:
- Conciertos: Kylie Minogue en Australia (2006), Robbie Williams en Gran Bretaña o The Police en Argentina(2007).
- Programas de televisión: Festivales de la Canción de Eurovisión en Grecia (2006) y Finlandia (2007) [2]
- Eventos deportivos: Campeonato de Europa de Natación en Hungría (2006), Red Bull X-Fighters en México y España, Final de la Liga de Campeones de la UEFA [3]el 22 de mayo de 2010 en el Estadio Santiago Bernabéu(Madrid).

PMT también ofrece sistemas de Spidercam compatibles o pensados para cámaras de cine de 35 mm.
En 2007 Jens C. Peters se asocia con el empresario austríaco Herbert Neff para fundar la compañía Spidercam GmbH.Desde ese momento el uso de la Spidercam se ha extendido a muchos países, donde Spidercam GmbH ofrece personal, equipos de emisión y formación para operadores a empresas de producción audiovisual. Esta misma compañía dispone también de un departamento de ingenieros que trabaja para mejorar la Spidercam, y a su vez desarrollar aplicaciones especiales que puedan satisfacer las necesidades y peticiones de los clientes.

## Montaje y funcionamiento
Una cámara se fija en la parte inferior de un carro con la capacidad de llevar cámaras. Normalmente, también se utiliza un soporte estabilizador para evitar que las grabaciones queden movidas. Así pues, permite poder mover la propia cámara, además del movimiento que permite el carro. Éste se mueve gracias a los cables tensados, que en casos de lluvia se sujetan en grúas. Según el montaje del sistema, las posibilidades de movimiento pueden ir desde un eje horizontal al desplazamiento tridimensional. El sistema se suele controlar a distancia, desde el suelo de forma teledirigida, por lo que la cámara y el carro se manejan por separado. La imagen se transmite por ondas de radio o por los cables de fibra óptica.

## Sistemas de Spidercam
- SC-FIELD: Pensado para grandes producciones en exteriores o eventos en grandes estadios. Por ejemplo, partidos de fútbol, competiciones de hípica o conciertos.
- SC-FILM: Tiene una mayor capacidad de carga útil para permitir el uso de cámaras digitales y analógicas más pesadas, como suelen ser las cámaras cinematográficas. Es compatible con cámaras como la Red One o cámaras de 35mm.
- SC-2D: Pensada para cubrir tramos estrechos, puede utilizarse como un sistema normal de punto a punto.
- SC-LIGHT: Diseñada para funcionar en sitios más pequeños, como estudios de televisión o estadios deportivos interiores. Sus componentes presentan un peso y tamaño reducidos, consiguiendo que sea más fácil de transportar y configurar. Tiene un radio de acción más amplio que cualquier grúa o sistema similar y su tamaño permite que se aproxime mucho al techo del espacio de grabación.
- SC-BOW: Es un sistema de cámara 2D que utiliza cables para transportar una plataforma Dolly a lo largo de una pista entre dos puntos de montaje. El diseño de la SC-Bow permite cambiar su altitud en cualquier momento. Mediante joysticks se controla la dirección, altitud y velocidad del Dolly. [4]

## Fabricantes de sistemas Spidercam
- CableCam (USA, desde 1989)  Archivado el 8 de diciembre de 2017 en Wayback Machine.
- CAMCAT (Austria, desde 1995)
- Spidercam (Alemania y Austria)  Archivado el 8 de diciembre de 2017 en Wayback Machine.